# Ermesinde
Ermesinde è una parrocchia civile nel comune (concelho) di Valongo, nel Portogallo continentale, a 9 chilometri (5,6 miglia) a nord-est di Porto. La popolazione nel 2011 era di 38 940 abitanti, su un'area di 7,65 km². È il più piccolo per superficie e il più denso per popolazione (circa 5 000 abitanti per chilometro quadrato).

## Storia
Inizialmente una comunità lungo il fiume, denominata São Lourenço de Asmes, si sviluppò a seguito dell'insediamento di ferrovieri, coinvolti nella costruzione della ferrovia. L'incrocio delle due principali linee ferroviarie del Portogallo settentrionale, una linea proveniente da Porto e un'altra proveniente dai distretti settentrionali, è avvenuto a Ermezinde. La stazione che fu costruita in questa parrocchia alla fine si sviluppò e superò durante il transito della più antica São Lourenço de Asmes. Ermesinde divenne un incrocio formale della rete ferroviaria portoghese, diventando il collegamento di partenza lungo la linea ferroviaria del Douro a Pocinho. Nel 1910, in seguito alla rivoluzione del 5 ottobre 1910, la parrocchia adottò ufficialmente il nuovo nome.Nel corso del 20º secolo, la sua vicinanza a Porto e l'importanza delle ferrovie, le hanno permesso di svilupparsi e di diventare un sobborgo di Porto. Nel 1990 la città si è evoluta, ottenendo lo status di città, definito dalla legge portoghese e concesso dal parlamento nazionale: c'è stato un certo interesse da parte dei residenti ad ottenere il comune. La costruzione di una nuova stazione ferroviaria, lo sviluppo di un centro culturale e il rimodellamento delle piazze nell'ambito del Programma Polis sono stati alcuni degli sforzi provvisori per promuovere la crescita del centro.